# NBA 2K7
《NBA 2K7》是一款由Visual Concepts公司制作、2K Sports发行的篮球类电子游戏。本游戏于2006年9月25日首先发行。游戏在索尼PlayStation 2、PlayStation 3、Xbox和Xbox 360发行。本游戏是NBA 2K系列的第8作。
本游戏是根据美国NBA篮球而制作。本作与《NBA 2K6》相类似。
游戏收到普遍赞誉的评价。IGN给予本游戏PlayStation 2版本8.7/10的分数。